# Priča ni o kome
Priča ni o kome je 43. epizoda strip serijala Dilan Dog. Objavljena je u bivšoj Jugoslaviji kao specijalno izdanje Zlatne serije u izdanju Dnevnika iz Novog Sada u februaru 1991. godine. Koštala je 30 dinara (4,28 DEM, 2,57 $). Imala je 94 strane.

## Originalna epizoda
Naslov originalne je Storia di nessuno. Objavljena je premijerno u Italiji 14. aprila 1990. Scenario je napisao Ticijano Sklavi, a nacrtao Anđelo Stano. Naslovnicu je nacrtao Anđelo Stano.

## Kratak sadržaj
Prolog. U gluvo doba noći, beskućnik luta ulicama Londona po zimi i snegu. U potrazi za zaklonom, ulazi na groblje i zaklon nalazi u kapeli. Poklopac kovčega se otvara i iz njega izlazi uredno odeveni mlađi čovek. Pošto ustanovi da je skitnica mrtav (verovatno od šoka), smešta ga u kovčeg, a on napušta kapelu. Čovek odlazi do kuće u kojoj živi Karol Bejker, koja je šokirana što ga vidi na vratima. Viče mu da ode i da je mrtav. Iz kreveta ustaje Bert (Karolin sadašnji muž), na šta je čovek iznenađen. Bert mu objašnjava da je on mrtav i da su ga sahranili pre dva dana. Potom ga izbacuje iz kuće.
Glavna priča. Dilan se budi u sred noći zbog noćne more u kojoj je sanjao Morganu. Sledećeg jutra Karolin veruje da je sanjala bivšeg muža ko me ne može da se seti imena. Nepoznata osoba u njenoj kući je ubija tako što je rastrgne zubima. Bivši muž se u tom trenutku budi na ležaju doktora Ksarabas, kome priča događaje u kojima je ubio bivšu ženu. Dok Ksarabas kaže da se radi o snovima, čovek veruje da se sve zaista desilo. Čovek je, međutim, upoznat i sa nekim snovima Dilan Doga, što Ksarabasa posebno interesuje.
Nakon odlaska iz Ksarabasove ordinacije, čovek nailazi na Dilanov stan, zvoni na vrata ali mu niko ne otvara. Dilan je u međuvremenu na mestu zločina na kome je stradala Karolin gde ustanovi da je Karolin oglodana do kostiju. Blok hapsi Berta i optužuje ga za ubistvo. U zatvoru, Bert gine pod sličnim okolnostima. Nepoznata osoba ga preseče sekirom na pola.

## Značaj epizode
U ovoj epizodi se po drugi put pojavljuje ideja paralelnog univerzuma, meta-stripa i meta-naratora, kojeg predstavljajuju crtači Carol Rid i Anđelo Stano (ovaj drugi je jedan od najvažnijih crtača serijala). (Kasnije se pojavila isti pristup pojavljuje u epizodama Porodični portret i A danas, Apokalipsa!, dok je u epizodi Safara meta-narator prodavac Hamlin.) U sceni u kojoj Ksabaras i Dilan razgovaraju u Dilanovoj kancelariji, Ksabaras objašnjava Dilanu da je moguće da se njih dvojica u nekoj drugoj dimenziji znaju u drugačijim okolnostima. Ideja paralelnog sveta uzeta je kao osnovni kontekst u kome je ceo serijal resetovan u epizodi Crna zora, nakon udara Meteora u Zemlju.
U Italiji je ova epizoda bila prvi vrhunac popularnosti edicije. Štampana je u tiražu odf 185.000 primeraka.

## Prethodna i naredna epizoda
Prethodna epizoda nosi naslov Hijena (#42), a naredna Odblesci smrti (#44).